# Klofningur (berg)
Klofningur är ett berg eller högplatå i republiken Island. Det ligger i regionen Västlandet, 120 km norr om huvudstaden Reykjavík. Klofningur ligger omkring 500 meter över havet. Ytan på högplatån är omkring 50 kvadratkilometer.
Trakten runt Klofningur är nära nog obefolkad, med mindre än två invånare per kvadratkilometer. Det finns inga samhällen i närheten. Trakten runt Klofningur består i huvudsak av gräsmarker.